# Artur Bril
Artur Bril (* 3. Februar 1992 in Fargʻona, Usbekistan) ist ein deutscher Boxtrainer und ehemaliger Boxer. Er ist der ältere Bruder des Boxers Denis Bril.

## Leben
Bril ist als Sohn einer deutschstämmigen Mutter in Usbekistan geboren, kam im Alter von sieben Jahren mit seiner Familie nach Deutschland und besuchte das Kölner Genoveva-Gymnasium.
Er trainierte beim Kölner Verein SC Colonia 06, wo sein Vater Sergej Bril als Boxtrainer arbeitete. Sein Bruder Denis Bril ist ebenfalls Boxer.
Nach seiner Wettkampfkarriere wurde er am 1. Februar 2023 Trainer am Bundesstützpunkt des Deutschen Boxsport-Verbandes in Köln. Er ersetzte damit den ausgeschiedenen Salih Yildirim und ergänzte das Trainerteam um Lukas Wilaschek, Serge von Berge und Lisa Puri.

## Boxkarriere
Bril war Achtelfinalist der Kadetten-Europameisterschaft 2007 in Siófok, Viertelfinalist der Junioren-Europameisterschaft 2008 in Plowdiw und Achtelfinalist der Jugend-Europameisterschaft 2009 in Stettin.
2010 gewann er im Federgewicht jeweils die Jugend-Weltmeisterschaft in Baku und die Olympischen Jugend-Sommerspiele in Singapur.
Bei den Erwachsenen wurde er 2011 Deutscher Meister im Leichtgewicht und startete bei der Europameisterschaft 2011 in Ankara, wo er im Achtelfinale gegen Redouane Kaya ausschied. Bei der europäischen Olympiaqualifikation 2012 in Trabzon unterlag er ebenfalls im Achtelfinale gegen David Joyce.
Im November 2012 betrug seine Bilanz 167 Kämpfe mit 148 Siegen. Im Dezember 2012 war er Viertelfinalist der U22-Europameisterschaft in Kaliningrad, zudem startete er 2011/12 für das deutsche Team Leipzig Leopards, 2012/13 für das deutsche Team German Eagles und 2013/14 für das deutsche Team Germany in der World Series of Boxing und ab Oktober 2014 auch in der neugeschaffenen APB-Profiliga.
2015 wurde er erneut Deutscher Meister im Leichtgewicht und nahm im Juli 2016 an der Olympiaqualifikation der APB in Maiquetía teil, wo er im Viertelfinale gegen Amnat Ruenroeng ausschied. Bei der Europameisterschaft 2017 in Charkiw verlor er im Achtelfinale mit 2:3 gegen Enrico Lacruz.
Darüber hinaus boxte er für den BR Hanau und BSK Seelze in der 1. Bundesliga.